# Immer wenn es Nacht wird
Immer wenn es Nacht wird ist ein deutsches Spielfilmdrama aus dem Jahre 1961 mit Hannelore Elsner in einer ihrer ersten Filmrollen.

## Handlung
Der junge Bobby Elkins, Sohn eines berühmten Hautarztes und dessen Frau Gloria, hält sich abends in Bars auf und hat mit verschiedenen Frauen Sexualkontakte. Auch nachdem er sich bei einer Prostituierten mit Syphilis infiziert hat, schläft er weiterhin mit Frauen und steckt zwei davon an: Elke Gerdes, eine junge Stromerin, und Karin Klausen, eine hilfsbereite Laborantin. Dadurch geraten alle drei in schwere Konflikte mit den Elternhäusern. Elke wird kurzerhand in eine Klinik zwangseingewiesen und verübt wenig später Selbstmord. Erst spät erkennt Bobby die Verantwortungslosigkeit seines Tuns und vertraut sich dem jungen Arzt Dr. Goetz an. Nach dieser Begegnung muss Bobby für sein rücksichtsloses Verhalten schwer bezahlen: Er fährt mit seinem Wagen in den Tod.

## Produktionsnotizen
Immer wenn es Nacht wird erlebte seinen Massenstart am 1. Dezember 1961 in mehreren bundesdeutschen Städten. In Österreich lief der B-Film am 10. August 1962 an.

## Kritiken
Paimann’s Filmlisten resümierte: „Das nicht neue Thema der wirtschaftswunderlichen jeunesse dorée, doch mit gut gesehenen Details.“

„Ein miserabler Film, dilettantisch in der Machart.“

„Das Drama um die Syphilis, auch als ‚Sklavinnen des Lasters‘ geführt, zielt auf die heuchlerische Demonstration der Folgen ‚unsittlich‘ genannter Lebensführung.“